# 河口轴脉蕨
河口轴脉蕨（学名：Ctenitopsis tamdaoensis）为叉蕨科轴脉蕨属下的一个种。